# Samsung Galaxy S
Samsung Galaxy S (korejsko 삼성 갤럭시 S) je pametni telefon južnokorejskega podjetja Samsung Electronics. Najavljen je bil marca 2010, v prodajo pa je prišel 4. junija 2010 in je nasledil model Galaxy i7500. Deluje z operacijskim sistemom Android in Samsungovim uporabniškim vmesnikom TouchWiz 3.0. Ima 45 nm ARM Cortex-A8 1 GHz procesor »Hummingbird« S5PC110, 8 ali 16 GB notranjega pomnilnika flash nand, 4 palčni (101,6 mm) Super AMOLED (PenTile) kapacitativni zaslon na dotik z ločljivostjo 800×480 px, fotoaparat in kamero s 5 megapiksli. Osnovni različici GT-i9000 je kmalu sledilo več različic za ameriški trg, med njimi Epic 4G, Vibrant, Captivate in Fascinate.
Telefon ima grafični procesor PowerVR SGX 540, ki omogoča izrisovanje 20 milijonov trikotnikov na sekundo. Telefon je v času začetka prodaje imel tako najhitrejšo grafično procesno enoto. Bil je prvi telefon z operacijskim sistemom Android certificiran za DivX HD. Z debelino 9,9 mm je bil v času začetka prodaje najtanjši pametni telefon.
Do januarja 2011 je Samsung globalno prodal 10 milijonov telefonov Galaxy S. Galaxy S je postal evropski pametni telefon leta na podelitvi nagrad 2010–2011 Evropske zveze za podobe in zvok (EISA).

## Začetek prodaje
Telefon so najprej začeli prodajati v Singapurju 4. junija 2010. Do konca prvega tedna prodaje v Singapurju je Samsung na Twitterju objavil, da je Singtel, ekskluzivni operater in prodajalec v Singapurju, prodal vse telefone. V petek 25. junija 2010 so začeli telefon prodajati v Maleziji in Južni Koreji. Nato so naenkrat po programu začeli prodajati telefon pri 110-tih operaterjih v 100-tih državah. V Sloveniji so telefon začeli prodajati 7. julija 2010. Ameriške različice Epic 4G, Vibrant, Captivate, Fascinate in Mesmerize so prišle v prodajo od junija do septembra 2010.

## Sprejem
CNET Asia je dal telefonu ugodno recenzijo z oceno 8,4/10. Galaxy S so primerjali s trenutno najzmoglivejšimi telefoni z operacijskim sistemom Android, kot so HTC Desire, Xperia X10, Nexus S in pametnimi telefoni, ki uporabljajo različne operacijske sisteme, na primer iPhone 4 s sistemom iOS, ter HTC HD2 s sistemom Windows Mobile.
Na spletni strani GSMArena.com so za Galaxy S navedli, da ima »popolno kakovost zvoka«, in hvalili telefonove izredne skupne zmogljivosti, ter ga označili za »novega vodjo Androidnega svežnja«."
TIME je v seznamu »10-tih najboljših napravic« (Top 10 Gadgets) za leto 2010 dal telefon Galaxy S na drugo mesto, ter hvalil njegov zaslon Super AMOLED.
Nekateri ocenjevalci so kritizirali telefon pri delovanju GPS. Anandtech je pri ocenjevanju različice Epic 4G zapisal: »telefon bo pretirano dolgo časa iskal vašo dejansko lego, in/ali je tudi ne bo zelo točno določil.« Engadget je opisal GPS v različicah Vibrant in Captivate kot »moten do skrajnosti in nefunkcionalen... to je problem, za katerega ni razumljive razlage, da je našel pot v prodajane naprave.« Samsung je izdal program za različici Captivate in Vibrant, ki ponastavi telefonove nastavitve GPS na tovarniško privzete. TechRadar je potrdil pomankljivosti GPS in navedel, da so jih odpravili v telefonu Google Nexus S. Kljub temu, da so že nekaj časa precej zanimivi za Samsungove naslednje pripomočke Galaxy S, so se izjemno sočni bitovi nedavno začeli izogniti prejšnjemu mesecu.

## Strojna oprema

### Procesor in grafični procesor
Galaxy S ima procesor S5PC110. Procesor združuje  45 nm 1 GHz procesorsko jedro ARM Cortex-A8 z grafičnim procesorjem PowerVR SGX 540, ki ga izdeluje Imagination Technologies, in podpira grafično knjižnico OpenGL ES 1.1/2.0. Grafični procesor lahko izrisuje do 20 milijonov trikotnikov na sekundo. Procesorsko jedro s kodnim imenom »Hummingbird« sta skupaj razvila Samsung in Intrinsity.

### Pomnilnik
Galaxy S ima 512 MB namenski pomnilnik LPDDR2 RAM (prenosni DDR) in 16-32 MB OneDRAM. Ni jasno ali bo Samsung zaradi višjih stroškov izdeloval 32 GB različice. Nekatere različice imajo 8 ali 16 GB pomnilnika OneNAND, kombiniranega s package-on-package (PoP) kopico s procesorjem. Reža za zunanjo kartico microSD podpira do 32 GB dodatnega pomnilnika.

### Zaslon
Galaxy S uporablja 4,0" (101,6 mm) Super AMOLED kapacitativni zaslon na dotik, ki ga pokriva steklo Gorilla Glass, posebni material odporen na razpoke in praske. Zaslon omogoča ločljivost 800×480 px pri 233 ppi WVGA (0,37 megapikslov) z mDNIe in spada v Samsungovo družino PenTile.

### Zvok
Telefon za zvok uporablja Wolfsonov digitalno-analogni pretvornik (DAC) WM8994.

## Programska oprema

### Uporabniški vmesnik
Telefon uporablja najnovejši Samsungov lastniški uporabniški vmesnik TouchWiz 3.0. Z razliko od TouchWiz 3.0 na telefonu Samsung Wave omogoča sedem domačih zaslonskih strani, oziroma namizij. TouchWiz 3.0 je drugačen od drugih uporabniških vmesnikov sistema Android in uporabnikom omogoča dodajanje, brisanje in preureditev domačih zaslonskih strani. Tudi zaganjalnik programov je prav tako drugačen od drugih Androidnih uporabniških vmesnikov in je podoben programu iz sistema iOS, kar omogoča prilagajanje bližnjic. Poleg tega so lahko tri od štirih bližnjic na dnu zaslona prilagojene tudi po meri.
Epic 4G ima specializirano različico TouchWiz, ki temelji na TouchWiz 2.5. Ker ima Epic 4G izvlačljivo tipkovnico QWERTY, se mora domača zaslonska stran vrteti v ležečem načinu, tako da v tej različici zaradi tega manjka več ključnih funkcij in programov. Naprave s TouchWiz 3.0 ne podpirajo to funkcijo, in zaradi te razlike se Epic 4G prodaja s precej preoblikovanim vmesnikom TouchWiz 2.5. Prilagoditev domačih zaslonskih strani, kot tudi nekaj drugih funkcij, ki so navzoče v napravah s TouchWiz 3.0, kot sta Vibrant in Captivate, ni podprta v različici TouchWiz, nameščeni v različici Epic 4G.
Najpomembnejši vidik vseh treh generacij TouchWiz je vmesnik s pripomočki. Najpomembnejši pripomočki, ki prihajajo s telefonom Galaxy S, so Daily Briefing, vremenska ura in Buddies Now widget. Poleg tega se lahko Samsungovim pripomočkom na domače zaslonske strani dodajajo in odstranjujejo Androidni pripomočki.

### Paketni programi
Med drugo dodatno programsko opremo sodita program Layar, resničnostni brskalnik, ki predoča smer GPS, ter Aldiko, bralnik elektronskih knjig. Telefon ima prav tako več posodobljenih različic programske opreme, ki se je začela uporabljati s prejšnjo generacijo Samsungovih pametnih telefonov (na primer i8910HD in i8000 Omnia II).

### Medijska podpora
Galaxy S podpira več formatov multimedijskih datotek, na primer:
- avdio kodeke: FLAC, WAV, Vorbis, MP3, AAC, AAC+, eAAC+, WMA, AMR-NB, AMR-WB, MID, AC3, XMF
- video kodeke: mpeg4, H.264, H.263, Sorenson, DivX HD/ XviD, VC-1
- video formate: 3GP (MPEG-4), WMV (ASF), AVI (divx), MKV, FLV

### Posodobitve
Različica operacijskega sistema Android je odvisna od mrežnega operaterja in se običajno posodablja prek mreže. Če je telefon nastavljen za enega operaterja, takšna posodobitev za drugega operaterja ni možna. Zadnja uradna različica Androida za poljubnega operaterja je razpoložljiva prek programa Samsung Kies. Za Galaxy S obstajajo tudi druge različice Androida, na primer Darky's Rom, vendar njihova namestitev lahko izniči lastnikovo garancijo.

#### Android 2.2
Na začetku je imel Galaxy S nameščeno različico 2.1 (»Eclair«). Uradna posodobitev na Android 2.2 (»Froyo«) se je začela novembra 2010.
V Kanadi je posodobitev na 2.2 za izbrane operaterje stekla 10. decembra 2010.
Posodobitev 2.2 so pri T-Mobile izdali 20. januarja 2011. Posodobitev je omogočila več Androidnih funkcij, ki so bile prej onemogočene, na primer klicanje prek Wi-Fi in Mobile AP.
Verizonovo različico telefona Fascinate so posodobili na 2.2 aprila 2011. Verizonova različica Continuum pa je ostala na različici 2.1.
Slovenski operater Mobitel je na zadnje prodajal telefon z različico 2.2.

#### Android 2.3
Različica Android 2.3 (»Gingerbread«) je bila najprej na voljo za nordijske države, Nizozemsko in Nemčijo 16. aprila 2011. Za Združeno kraljestvo, Indijo in Hongkong je bila na voljo konec maja 2011. V Singapurju je bila na voljo junija. V drugih državah bo na voljo kasneje.

## Kritike in obtožbe
Poleg slabšega delovanja GPS so pri telefonu v začetku največ kritizirali tudi:
- odsotnost bliskavice LED
- plastično ohišje
- šibek zvočnik
- nedodeljeni gumb za slikanje
- prva uporabljena različica operacijskega sistema Android 2.1 (»Eclair«)

V tožbi, ki jo je Apple vložil 15. aprila 2011, je obtožil Samsung za kršitev patentnih pravic in pravic blagovnih znamk s svojo serijo prenosnih izdelkov Galaxy. Sem spadata pametni telefon Galaxy S in tablični računalnik Galaxy Tab.